# Visco
Visco (tiếng Friulia Visc) là một đô thị ở tỉnh Udine trong vùng Friuli-Venezia Giulia thuộc Ý, có cự ly khoảng 45 km về phía tây bắc của Trieste và khoảng 20 km về phía đông nam của Udine. Tại thời điểm ngày 31 tháng 12 năm 2004, đô thị này có dân số 723 người và diện tích là 3,5 km².
Visco giáp các đô thị: Aiello del Friuli, Bagnaria Arsa, Palmanova, San Vito al Torre.